# Hit the Stage
Hit the Stage é um programa de televisão da Mnet, no qual oito Ídolo de K-pop juntam-se com equipes de dança profissional para competir em um concurso de sobrevivência de dança. Estreou em 27 de julho de 2016, indo ao ar toda quarta-feira na Mnet e tvN ás 11pm KST. A competição ao vivo é apresentada por Jun Hyun-moo e Lee Soo-geun.

## Lista de competidores

### Competidores masculinos
| Competidores    | Ano de estreia | Grupo              | Nascimento | Cidade natal               | Episódios    |
| --------------- | -------------- | ------------------ | ---------- | -------------------------- | ------------ |
| Ten             | 2016           | NCT                | 1996       | Bangkok, Tailândia         | 1–6, 9–10    |
| Hoya            | 2010           | Infinite           | 1991       | Busan, Coreia do Sul       | 1–4          |
| U-Kwon          | 2011           | Block B            | 1992       | Suwon, Coreia do Sul       | 1–4, 7–8, 10 |
| Shownu          | 2015           | MONSTA X           | 1992       | Seul, Coreia do Sul        | 1–2, 5–8, 10 |
| Taemin          | 2008           | SHINee             | 1993       | Seul, Coreia do Sul        | 1–2          |
| FeelDog         | 2012           | Big Star           | 1992       | Busan, Coreia do Sul       | 3–8, 10      |
| Jang Hyun-seung | 2009           | Solista (ex-BEAST) | 1989       | Suncheon, Coreia do Sul    | 3–8          |
| Rocky           | 2016           | ASTRO              | 1999       | Jinju, Coreia do Sul       | 5–6          |
| Seyong          | 2011           | MYNAME             | 1991       | Busan, Coreia do Sul       | 7–8          |
| Yugyeom         | 2014           | Got7               | 1997       | Namyangju, Coreia do Sul   | 9–10         |
| Changjo         | 2010           | Teen Top           | 1995       | Chuncheon, Coreia do Sul   | 9            |
| Bit-to          | 2015           | UP10TION           | 1996       | Dongducheon, Coreia do Sul | 9            |

### Competidores femininos
| Competidores | Ano de estreia | Grupo             | Nascimento | Cidade natal                                  | Episódios |
| ------------ | -------------- | ----------------- | ---------- | --------------------------------------------- | --------- |
| Hyoyeon      | 2007           | Girls' Generation | 1989       | Incheon, Coreia do Sul                        | 1–6, 9–10 |
| Momo         | 2015           | TWICE             | 1996       | Kyoto, Japão                                  | 1–4       |
| Bora         | 2010           | Sistar            | 1990       | Seul, Coreia do Sul                           | 1–2, 5–8  |
| Chungha      | 2016           | I.O.I             | 1996       | Ulsan, Coreia do Sul                          | 3–4, 10   |
| Stephanie    | 2005           | Solista           | 1987       | San Diego, California, Estados Unidos         | 5–6       |
| Nicole Jung  | 2007           | Solista           | 1991       | Los Angeles, California, Estados Unidos       | 7–8       |
| Mijoo        | 2014           | Lovelyz           | 1994       | Okcheon-gun, Chungcheongbuk-do, Coreia do Sul | 7–8       |
| Min          | 2010           | Miss A            | 1991       | Seul, Coreia do Sul                           | 9         |
| Eunjin       | 2015           | Dia               | 1997       | Mokpo, Jeolla do Sul, Coreia do Sul           | 9         |
| Chaeyeon     | 2015           | Dia               | 1997       | Suncheon, Jeolla do Sul, Coreia do Sul        | 9         |